# Президент на Чад
Президентът на Чад е най-висшият пост в държавния апарат на страната. Президентът има големи правомощия – той посочва премиера, областните управители, той върховен главнокомандващ на армията и т.н. От 1991 година президент на Чад е генерал-лейтенант Идрис Деби.

## Списък с президенти наЧад
(Датите с наклонен шрифт означават де факто продължаване на управлението)
| Управление                          | Президент                                                                     | Партия                              | Бележки                               |
| Република Чад (République du Tchad) | Република Чад (République du Tchad)                                           | Република Чад (République du Tchad) | Република Чад (République du Tchad)   |
| ----------------------------------- | ----------------------------------------------------------------------------- | ----------------------------------- | ------------------------------------- |
| 11 август 1960 – 23 април 1962      | Франсоа Томбалбайе, Държавен глава                                            | PPT                                 |                                       |
| 23 април 1962 – 30 август 1973      | Франсоа Томбалбайе, Президент                                                 | PPT                                 | Променя името си на Нгарта Томбалбайе |
| 30 август 1973 – 13 април 1975      | Нгарта Томбалбайе, Президент                                                  | MNRCS                               | Убит                                  |
| 13 април 1975 – 15 април 1975       | Ноел Миларю Одингар, Преходен държавен глава                                  | военен                              |                                       |
| 15 април 1975 – 12 май 1975         | Феликс Малум Нгакуту, Председател на висшия военен съвет                      | военен                              |                                       |
| 12 май 1975 – 29 август 1978        | Феликс Малум Нгакуту, Държавен глава                                          | военен                              |                                       |
| 29 август 1978 – 23 март 1979       | Феликс Малум Нгакуту, Президент                                               | военен                              |                                       |
| 23 март 1979 – 29 април 1979        | Гукуни Уедеи, Председател на временния държавен съвет                         | FROLINAT-FAP                        | Първи мандат                          |
| 29 април 1979 – 3 септември 1979    | Лол Мохамед Шава, Президент на временното правителство на Националния съюз    | MPLT                                |                                       |
| 3 септември 1979 – 10 ноември 1979  | Гукуни Уедеи, Председател на временната административна комисия               | FROLINAT-FAP                        | втори мандат                          |
| 10 ноември 1979 – 7 юни 1982        | Гукуни Уедеи, Президент на временното правителство на Националния Съюз        | FROLINAT-FAP                        | втори мандат                          |
| 7 юни 1982 – 19 юни 1982            | Хисен Хабре, Председател на Командния съвет на Въоръжените сили на Север      | FAN                                 |                                       |
| 19 юни 1982 – 21 октомври 1982      | Хисен Хабре, Председател на държавния съвет                                   | FAN                                 |                                       |
| 21 октомври 1982 – 1984             | Хисен Хабре, Президент                                                        | FAN                                 |                                       |
| 1984 – 1 декември 1990              | Хисен Хабре, Президент                                                        | UNIR                                | (продължава)                          |
| 1 декември 1990 – 2 декември 1990   | Жан Алинге Бавойею, заместващ президент                                       | UDR                                 |                                       |
| 2 декември 1990 – 4 декември 1990   | Генерал-лейтенант Идрис Деби, Президент на Патриотичното движение за спасение | MPS                                 |                                       |
| 4 декември 1990 – 4 март 1991       | Генерал-лейтенант Идрис Деби, Държавен глава                                  | MPS                                 |                                       |
| 4 март 1991 – 2021                  | Генерал-лейтенант Идрис Деби, Президент                                       | MPS                                 |                                       |
| 20 април 2021 – настоящ             | Махамат Деби Итно, заместващ президент                                        | военен                              |                                       |

## Съкращения
- PPT (Parti Progressiste Tchadienne) – Прогресивна партия на Чад
- MNRCS (Mouvement National pour la Révolution Culturelle et Sociale) – Национално движение за културна и социална революция
- FROLINAT (Front de Libération Nationale du Tchad) – Фронт за национално освобождение на Чад
- FAP (Forces Armées Populaires) – Народни въоръжени сили
- MPLT (Mouvement Populaire pour la Libération du Tchad) – Народно движение за овсобождение на Чад
- FAN (Forces Armées du Nord) – Въоръжени сили на Севера
- UNIR (Union Nationale pour l’Indépendance et Révolution) – Национален съюз за независимост и революция
- UDR (Union pour la Démocratie et la République) – Съюз за демокрация и република
- MPS (Mouvement Patriotique du Salut) – Патриотично движение за спасение